# 康迪吉
康迪吉（1519年—1558年），字道甫，號右川，山東濟南府章丘縣人，軍籍，明朝政治人物。

## 生平
嘉靖二十二年（1543年）癸卯科山東鄉試第五十六名舉人。嘉靖二十三年（1544年）中式甲辰科會試第四十八名，登第二甲第九十二名進士。授户部廣西司主事，监兑湖廣，榷税杭州，升郎中，大同管粮。历官太原府，三十三年父亲病故去職，三十七年補任保定府知府，同年卒于官，年四十。

## 家族
明初由枣强遷章丘明水鎮。曾祖康樂；祖父康鉞，大使；父康濟民，省祭官。前母李氏；母胡氏。具庆下。兄脩吉。弟逢吉。子大壯（舉人）、大田（辛卯舉人）、大猷。